# حنكة آل علي (الحد)

تعديل مصدري - تعديل

حنكة ال على هي إحدى قرى عزلة الحد بمديرية الحد التابعة لمحافظة لحج، بلغ تعداد سكانها 121 نسمة حسب تعداد اليمن لعام 2004.